# Vitalij Korotyč
Vitalij Oleksijovyč Korotyč (ukrajinsky Віта́лій Олексі́йович Коро́тич, rusky Вита́лий Алексе́евич Коро́тич; * 26. května 1936 Kyjev) je ukrajinský novinář, spisovatel a překladatel. Pochází z rodiny ukrajinských Židů, na počátku kariéry psal ukrajinsky a pak přešel na ruštinu. Vydal 65 knih.  
Oba jeho rodiče pracovali v biologickém výzkumu. Vystudoval kyjevský lékařský institut a nastoupil na kardiologickou kliniku. Publikační činnosti se věnoval od roku 1958 a od roku 1965 jako hlavnímu zaměstnání. V roce 1967 vstoupil do Komunistické strany Sovětského svazu. Stal se funkcionářem Svazu ukrajinských spisovatelů a redaktorem mládežnického časopisu Ranok. O svazovou funkci přišel v roce 1969, když odmítl veřejně odsoudit disidenta Ivana Dzjubu.
Od roku 1978 byl šéfredaktorem časopisu Vsesvit, zaměřeného na zahraniční literatury. Překládal básně Williama Butlera Yeatse a Walta Whitmana. Byl členem ukrajinské delegace u Valného shormáždění OSN. Jeho tvorba se nesla převážně v duchu socialistického realismu, napsal poému o Leninovi i knihu Tvář nenávisti obviňující západní země z příprav na třetí světovou válku. Je autorem scénáře k filmu Ivana Mykolajčuka Takový pozdní, takový teplý podzim. Jeho báseň Poslední prosba starého šumaře byla zhudebněna Sergejem Nikitinem a píseň se stala v SSSR hitem. Slovensky vyšel Korotyčův cestopis Čudné mestá New Yorku a sbírka básní Zrkadlo. 
Po XXVII. sjezdu KSSS se stal předním propagátorem perestrojky a glasnosti. V letech 1986 až 1991 byl šéfredaktorem časopisu Ogoňok. Pod jeho vedením časopis otiskl mnoho odvážných společenskokritických článků a publikoval dlouho zakázané texty Andreje Platonova, Michaila Bulgakova a Isaaka Babela. Za Korotyčova působení vzrostl náklad na trojnásobek, časopis přešel z vlastnictví ÚV KSSS pod občanské sdružení redaktorů a z jeho záhlaví bylo odstraněno heslo „Proletáři všech zemí, spojte se!“.  Časopis World Press Review zvolil Korotyče světovým novinářem roku 1989. Byl také zástupcem charkovského obvodu na Sjezdu lidových poslanců.
V devadesátých letech působil v USA na Bostonské univerzitě. Spolupracoval s nezávislým ruským týdeníkem Novyj vzgljad. Po návratu do vlasti byl v letech 1998–2014 předsedou redakční rady kyjevského ruskojazyčného listu Gordonův bulvár. V roce 2011 podepsal „Dopis deseti“, v němž skupina ukrajinských intelektuálů podpořila prezidenta Viktora Janukovyče. V roce 2014 podpořil ruskou anexi Krymu. Pro nesouhlas s ukrajinským politickým vývojem po Euromajdanu se odstěhoval do Moskvy.
Byla mu udělena Ševčenkova národní cena, Státní cena SSSR, Řád Říjnové revoluce, Řád cti a Řád knížete Jaroslava Moudrého. 